# سهره زرد سیاه
سهره زرد سیاه (نام علمی: Spinus atratus) گونه‌ای سهره از خانواده سهرگان راستین است که در آرژانتین، بولیوی، شیلی و پرو یافت می‌شود. زیستگاه‌های طبیعی آن عبارتند از بوته‌زارهای نیمه‌گرمسیری یا گرمسیری با ارتفاع بالا و علفزارهای نیمه‌گرمسیری یا گرمسیری در ارتفاعات بالا.